# Hashima (wyspa)
Hashima (jap. 端島 Wyspa Graniczna; potocznie zwana Gunkan-jima, 軍艦島, Wyspa – Okręt Wojenny) – japońska, opuszczona wyspa na Morzu Wschodniochińskim, położona około 15 km od Nagasaki i wchodząca w skład prefektury Nagasaki, której to miasto jest stolicą.

## Opis wyspy
Wyspa jest podłużnym, sztucznie rozbudowanym i otoczonym betonowym falochronem skalistym tworem, mającym 0,48 km długości i 0,16 km szerokości. Jej powierzchnia wynosi 0,063 km², zaś linia brzegowa ma długość około 1 km. Znajdują się na niej liczne, niezamieszkane bloki i pozostałości kopalni węgla.

## Historia

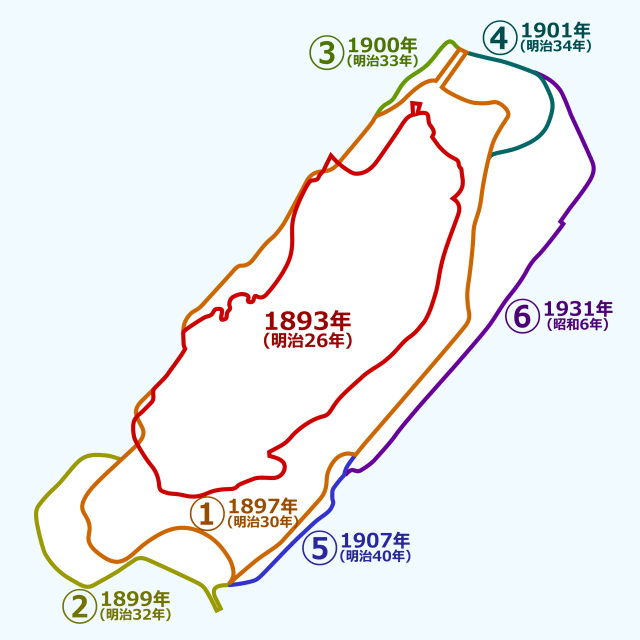
Schemat pokazujący stopniowe, sztuczne powiększanie wyspy

Przed końcem XIX wieku Hashima była wystającym z morza kawałkiem skały, porośniętym gdzieniegdzie małą roślinnością, służącym głównie za miejsce gniazdowania ptaków morskich. Czasami była używana jako tymczasowe schronienie przez rybaków z Nagasaki i okolicznych wysp.
Pierwsi stali osadnicy pojawili się na wyspie w 1887 roku, kiedy odkryto na niej złoża węgla kamiennego. Z czasem wyspa ulegała stopniowemu, sztucznemu powiększeniu przy pomocy materiału pozostałego po kopaniu kolejnych szybów. W latach 30. XX wieku wyspa stała się poważnym ośrodkiem przemysłowym; oprócz kopalni znajdowała się na niej fabryka sprzętu zbrojeniowego.

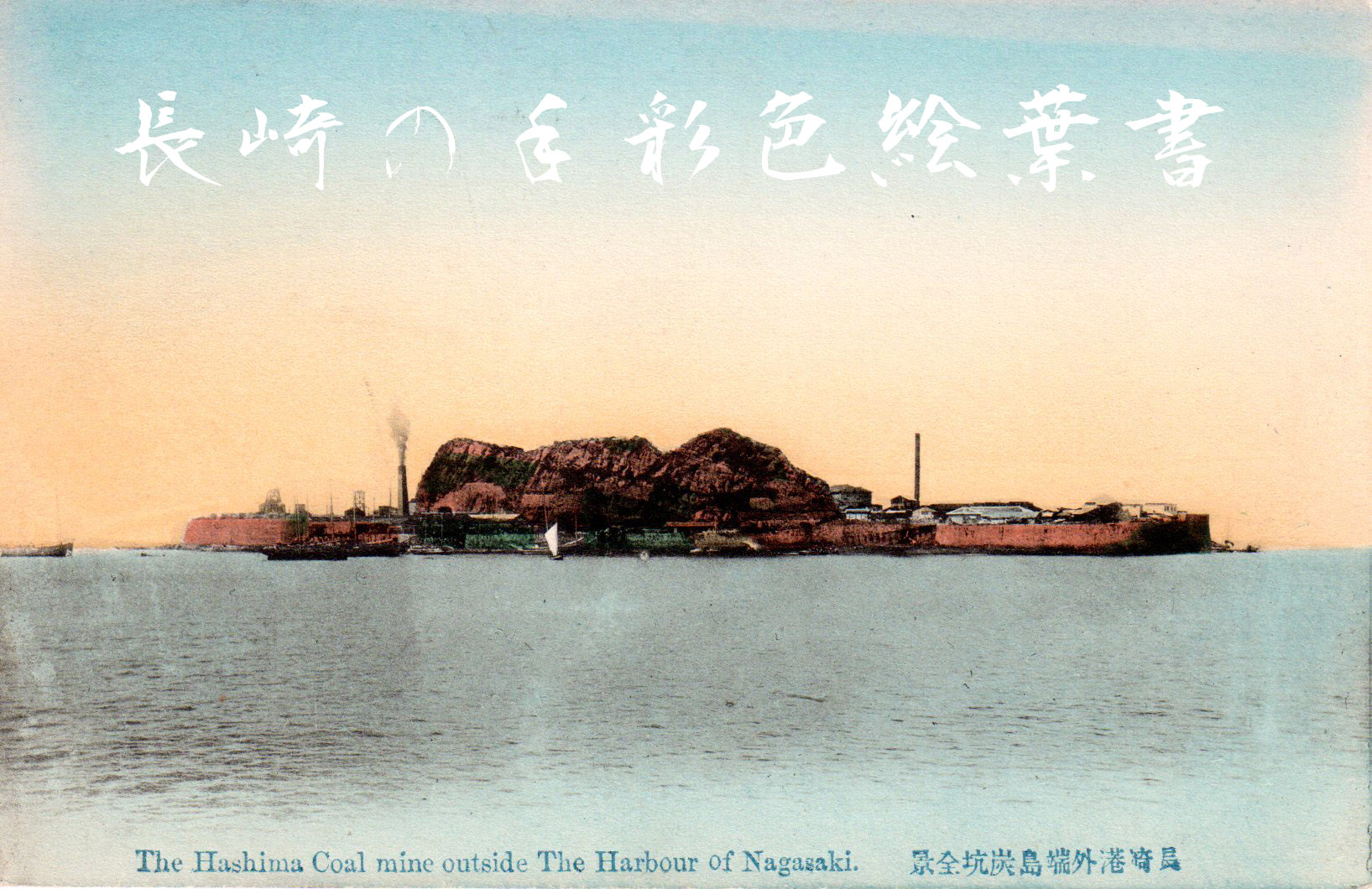
Hashima na XIX-wiecznej, japońskiej pocztówce

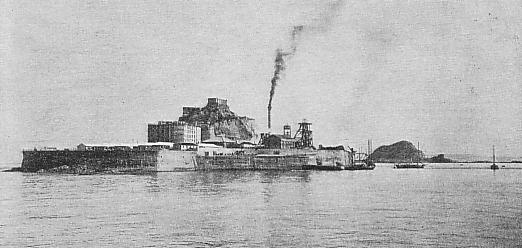
Hashima w 1930 roku

Na Hashimie węgiel wydobywano ze złóż, znajdujących się na głębokości 600 metrów poniżej poziomu morza. W okresie od 1943 do 1945 roku do pracy przymusowej w kopalni należącej do koncernu Mitsubishi przywieziono wielu Chińczyków i Koreańczyków. Wielu z nich zmarło z powodu ciężkich warunków pracy.
W czasach największej świetności wyspy znajdowało się na niej 30 budynków mieszkalnych, 25 sklepów, 2 szpitale, szkoła, 2 baseny, a także cmentarz. W 1959 roku liczba mieszkańców osiągnęła 5259 osób, co przy niewielkiej powierzchni wyspy dawało bardzo wysoką gęstość zaludnienia - w tamtym czasie Hashima była jednym z najgęściej zaludnionych miejsc na ziemi.
W latach 70. XX wieku węgiel stracił swoje znaczenie w japońskiej gospodarce na rzecz pochodzącej z importu ropy naftowej, toteż w 1974 roku Mitsubishi zdecydowało o zamknięciu kopalni na Hashimie. W ciągu kilku tygodni to jedno z najgęściej zaludnionych miejsc na świecie całkowicie opustoszało, stając się "miastem duchów". Z biegiem lat zaczął obowiązywać zakaz wchodzenia na teren wyspy, którego złamanie było surowo karane. Japoński rząd starał się w ten sposób chronić pozostałe na wyspie wyposażenie i infrastrukturę przed szabrownikami.
Ponieważ w ostatnich latach zainteresowanie tajemniczą wyspą wzrosło, w 2008 roku zasugerowano wpisanie Hashimy na Listę światowego dziedzictwa UNESCO. Propozycja ta została przyjęta niejednoznacznie z powodu historycznych kontrowersji z przeszłości wyspy. Władze Korei Południowej otwarcie sprzeciwiały się temu pomysłowi, powołując się na cierpienia koreańskich robotników przymusowych w czasie II wojny światowej i fakt, że ci, którzy ocaleli nie otrzymali od Mitsubishi i japońskiego rządu żadnej rekompensaty za poniesione krzywdy. Jednak w 2015 roku, na 39. sesji Komitetu Światowego Dziedzictwa UNESCO, wyspa Hashima została wpisana na Listę Światowego Dziedzictwa jako część obiektu Miejsca związane z rewolucją przemysłową w epoce Meiji: hutnictwem, przemysłem stoczniowym i przemysłem wydobywczym.
Obecnie wizyty na wyspie są dozwolone, ale dla ruchu turystycznego otwarte są tylko miejsca specjalnie przystosowane pod kątem bezpieczeństwa. Istnieją także plany stworzenia na wyspie muzeum kultury i życia górników z Hashimy, ale do realizacji tych planów potrzeba ogromnych inwestycji finansowych (prawie wszystkie budynki na wyspie są w złym stanie).

## W kulturze
W 2009 roku w jednym z serii filmów popularnonaukowych Świat bez ludzi wyspa została pokazana jako przykład tego, jak mogłoby wyglądać miasto opuszczone przez ludzi 35 lat temu. W 2011 roku wyspa posłużyła jako baza do wygenerowanej komputerowo oraz odtworzonej w Pinewood Studios scenografii, w której nakręcono część zdjęć do filmu o Jamesie Bondzie – Skyfall. W 2013 roku tajski reżyser Piyapan Chupetch nakręcił horror Hashima Project, którego akcja odbywa się na tej wyspie. W 2017 roku powstał film Hashima w reżyserii Ryoo Seung-wana. Wzbudził on duże kontrowersje w Japonii.
W 2018 roku w serwisie Mod DB ukazała się modyfikacja gry Doom II zatytułowana Total Chaos, której miejsce akcji było silnie inspirowane wyspą Hashima (w 2022 roku wydano usprawnioną wersję tej modyfikacji z podtytułem Director's Cut).

## Galeria

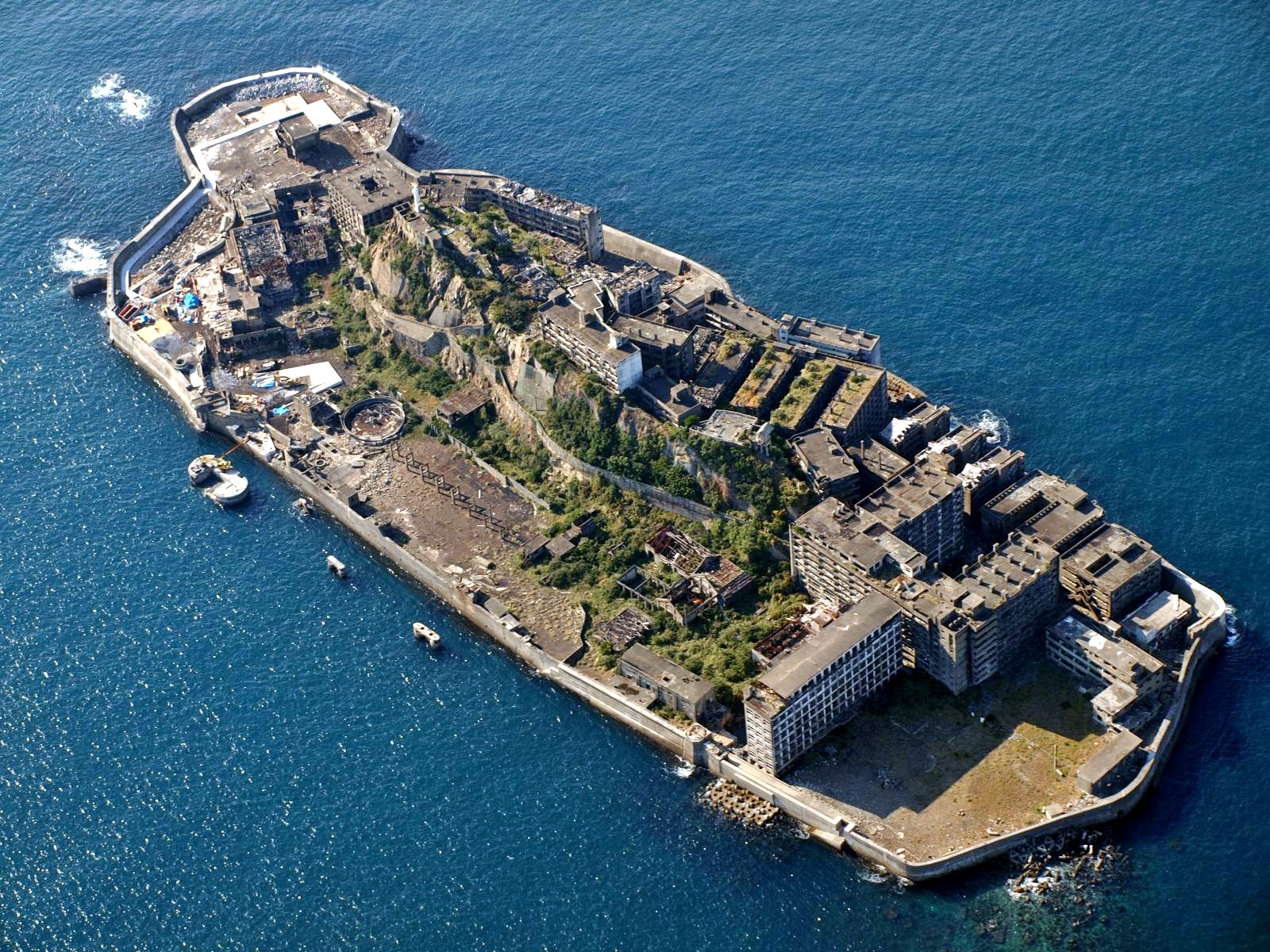
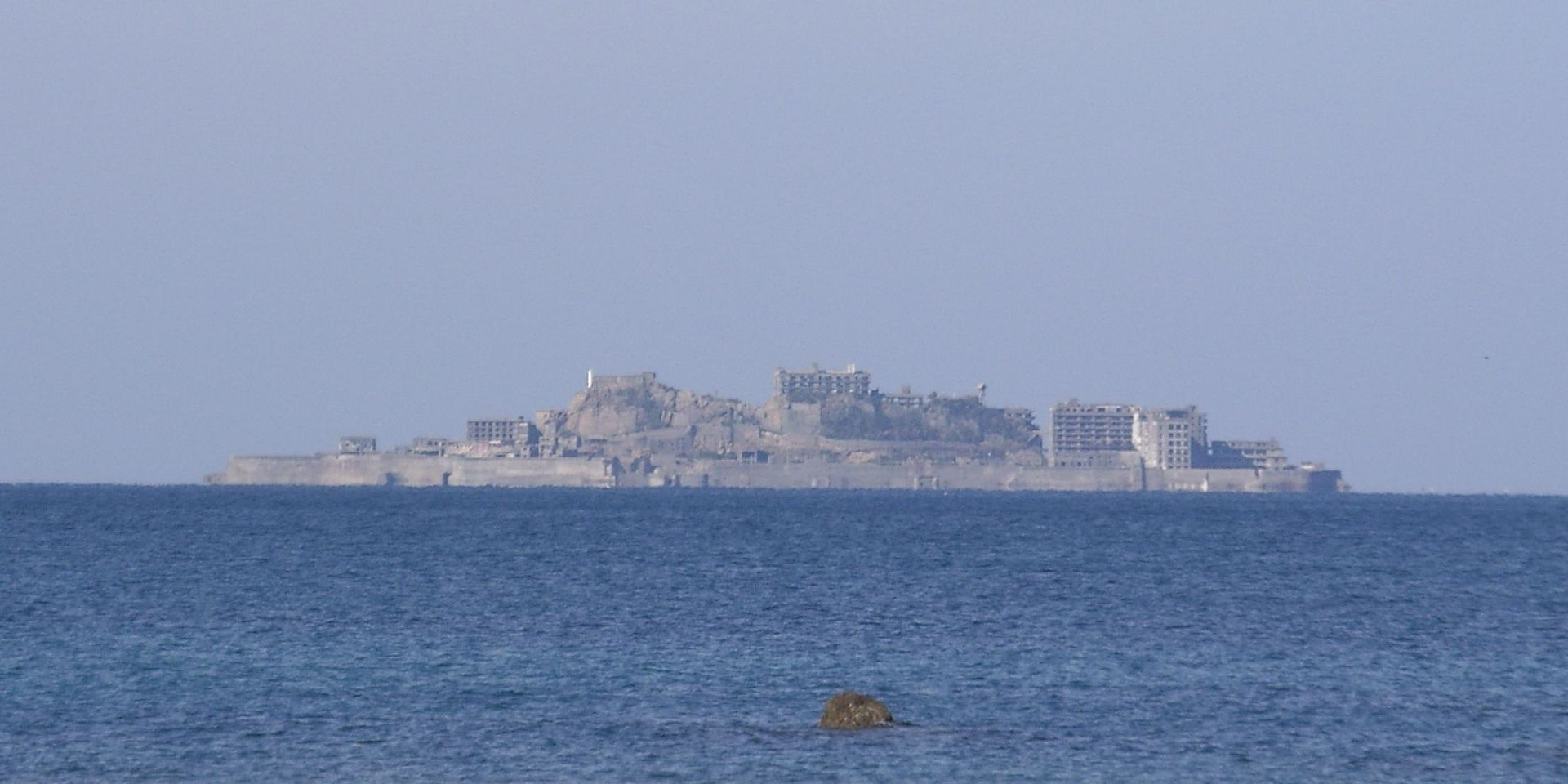
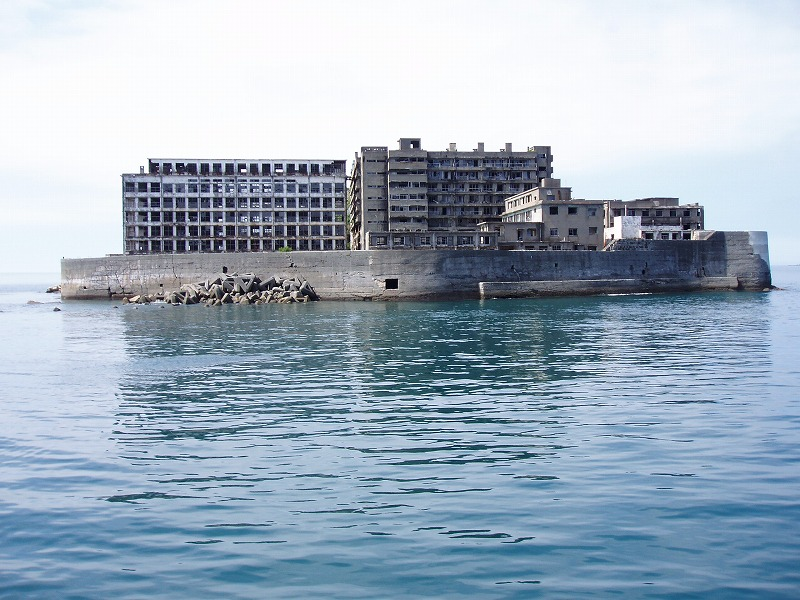
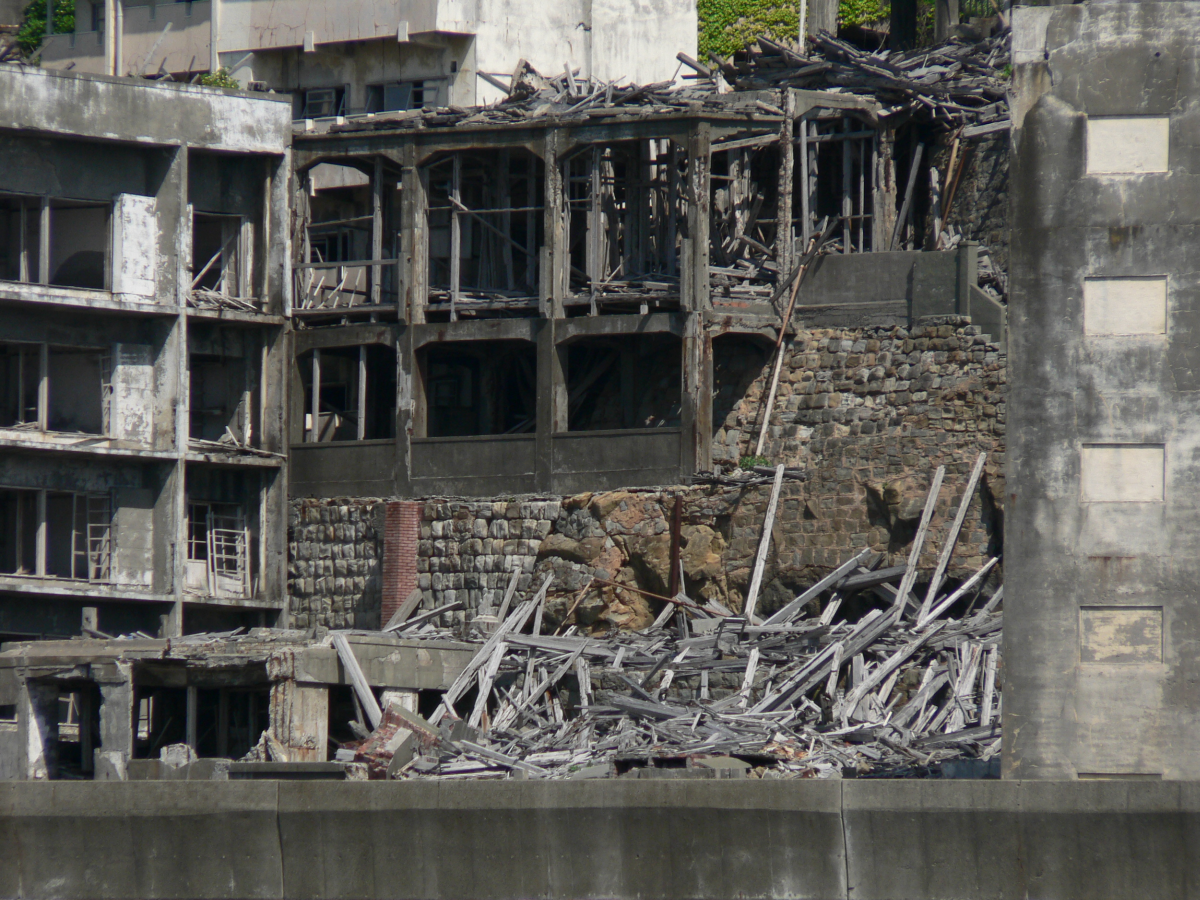
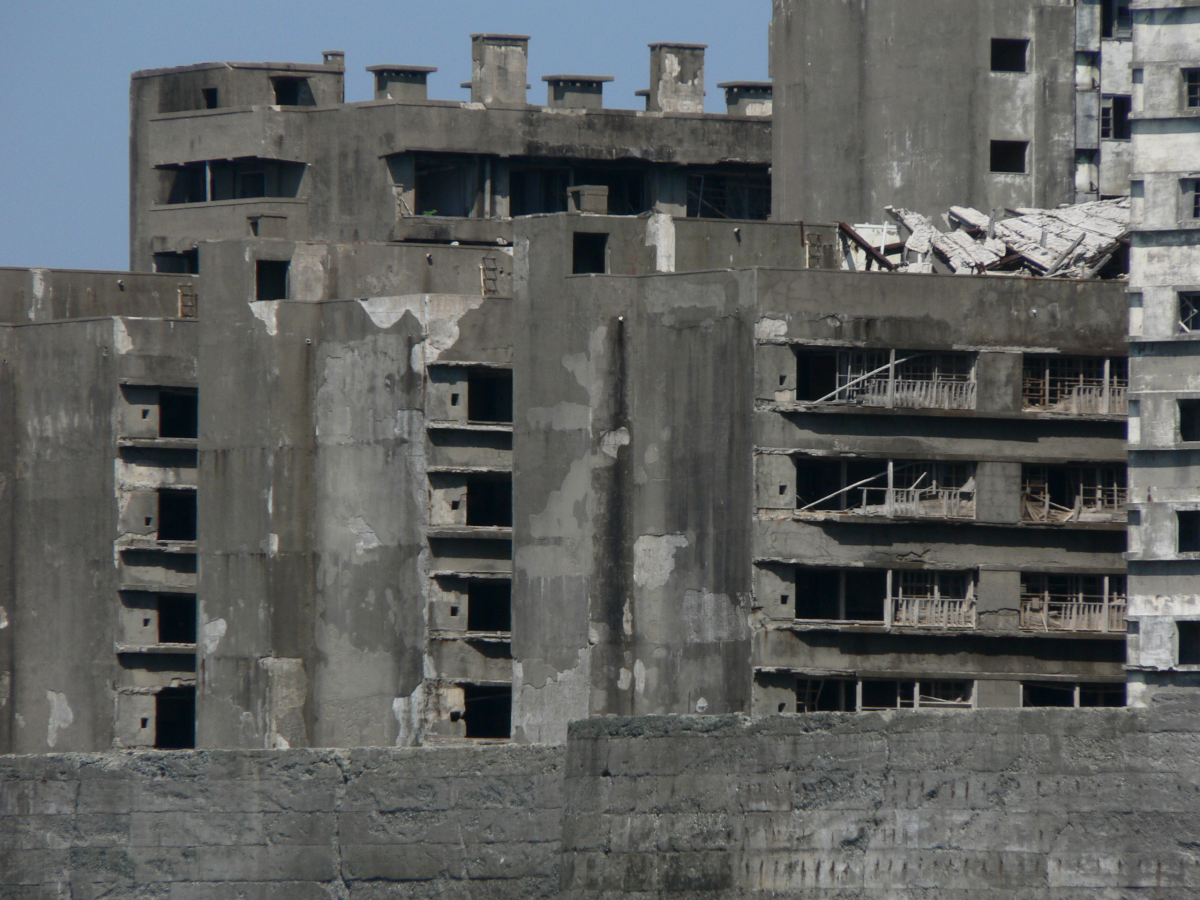
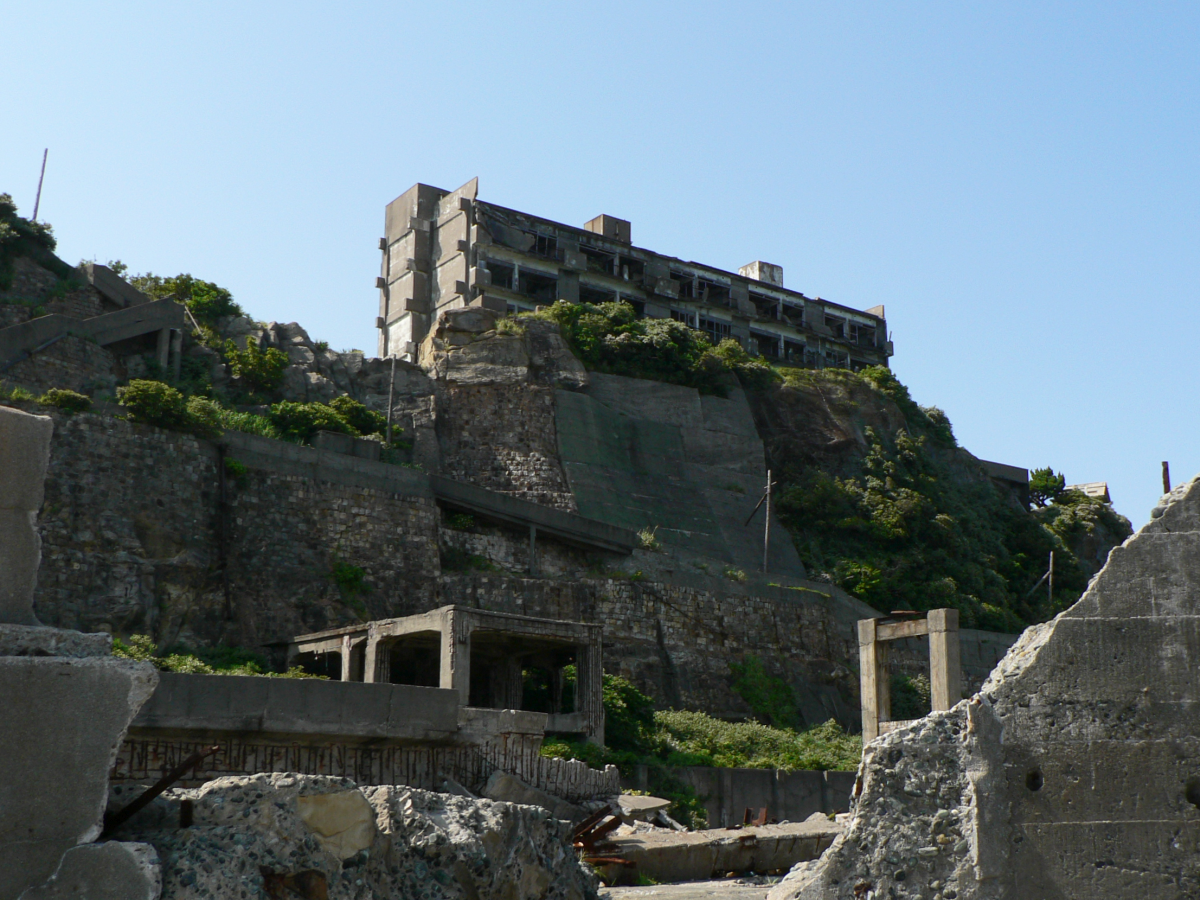
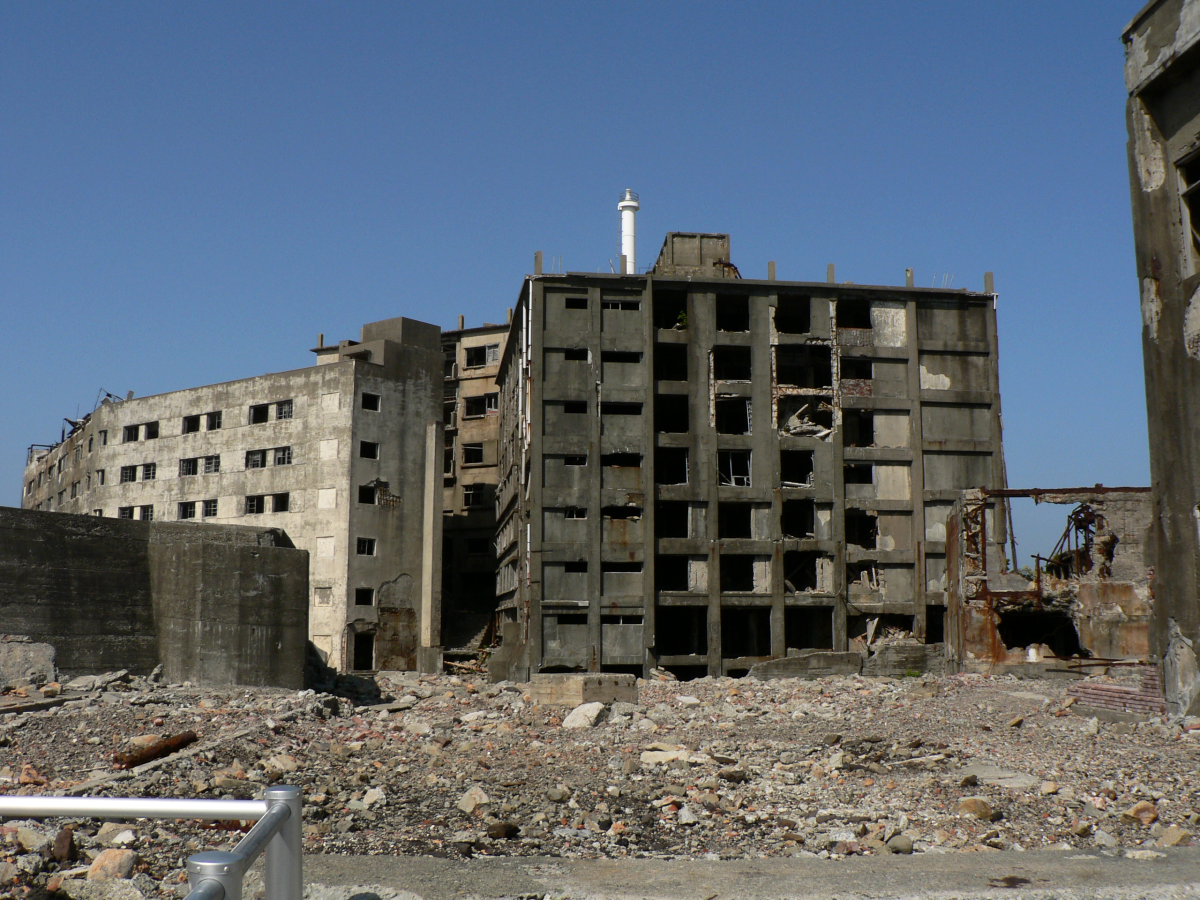
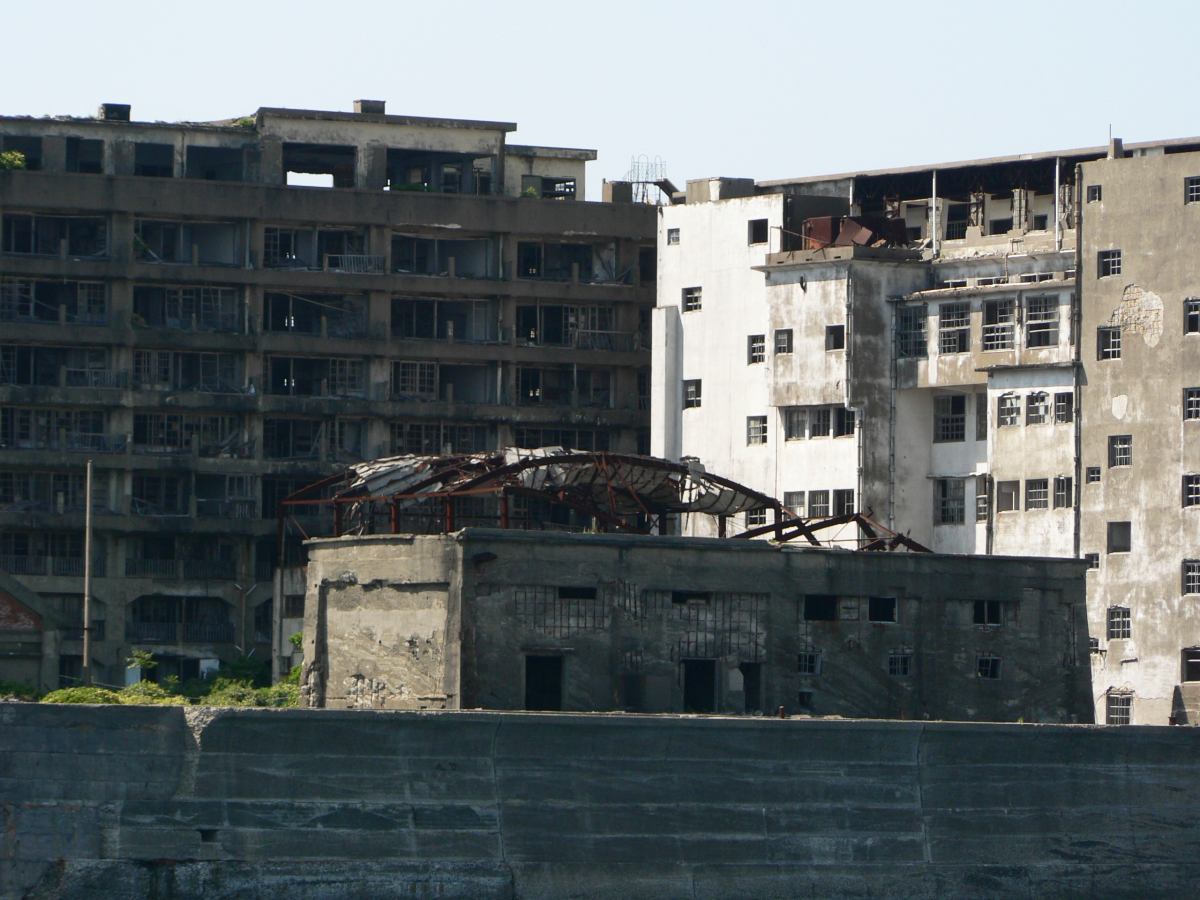
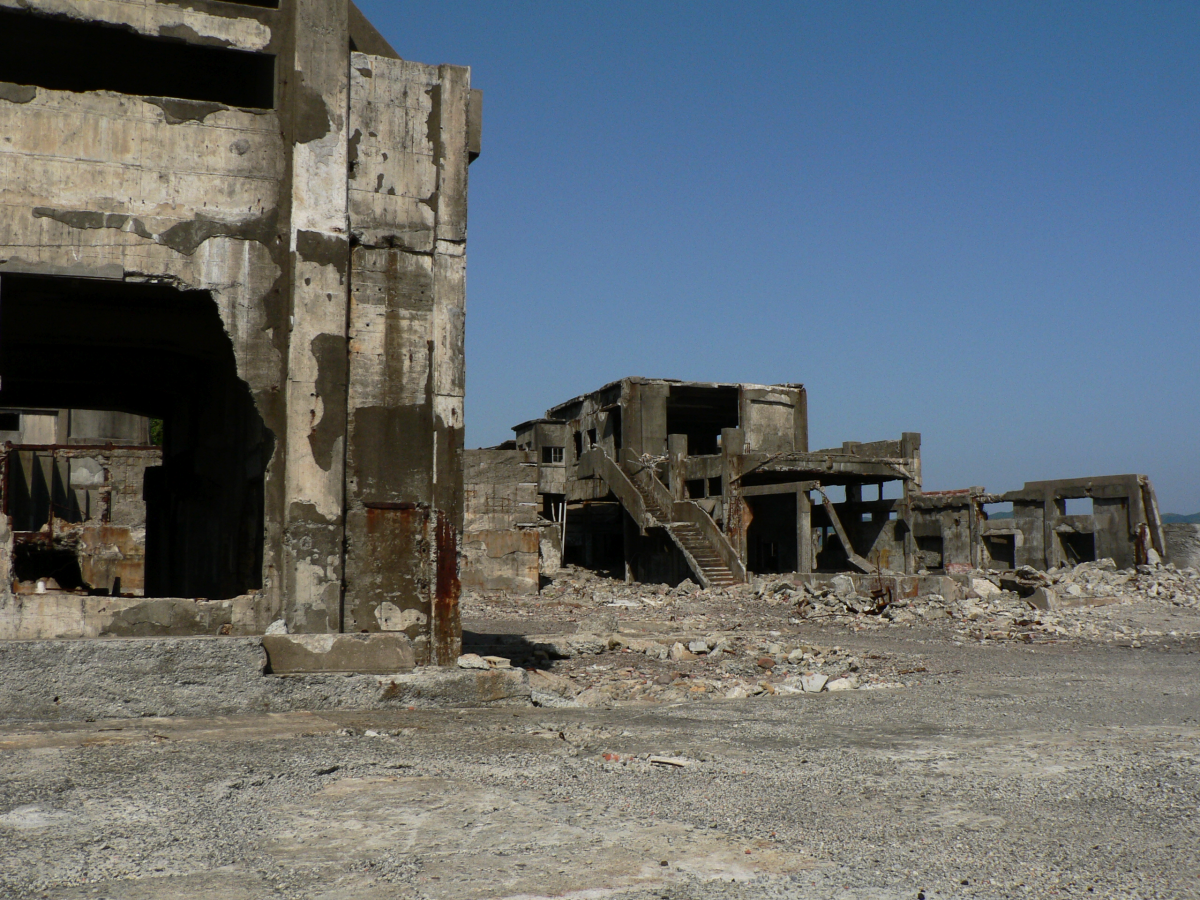